# Aconitum biflorum
Aconitum biflorum är en ranunkelväxtart som beskrevs av Fisch. och Dc.. Aconitum biflorum ingår i släktet stormhattar, och familjen ranunkelväxter. Inga underarter finns listade i Catalogue of Life.